# Josip Škorpik
Josip Škorpik, hrvaški general češkega rodu, * 26. februar 1892, † 31. maj 1973.

## Življenjepis
Škorpik je bil častnik v avstro-ogrski in kraljevo-jugoslovanski vojski. Leta 1942 se je pridružil NOVJ kot načelnik štaba 4. operativne cone Hrvaške; ob koncu vojne je bil poveljnik zaledja GŠ NOV Hrvaške.
Po vojni je bil na različnih dolžnostih v Generalštabu JLA.